# Île de Dougherty
Pour les articles homonymes, voir Dougherty.

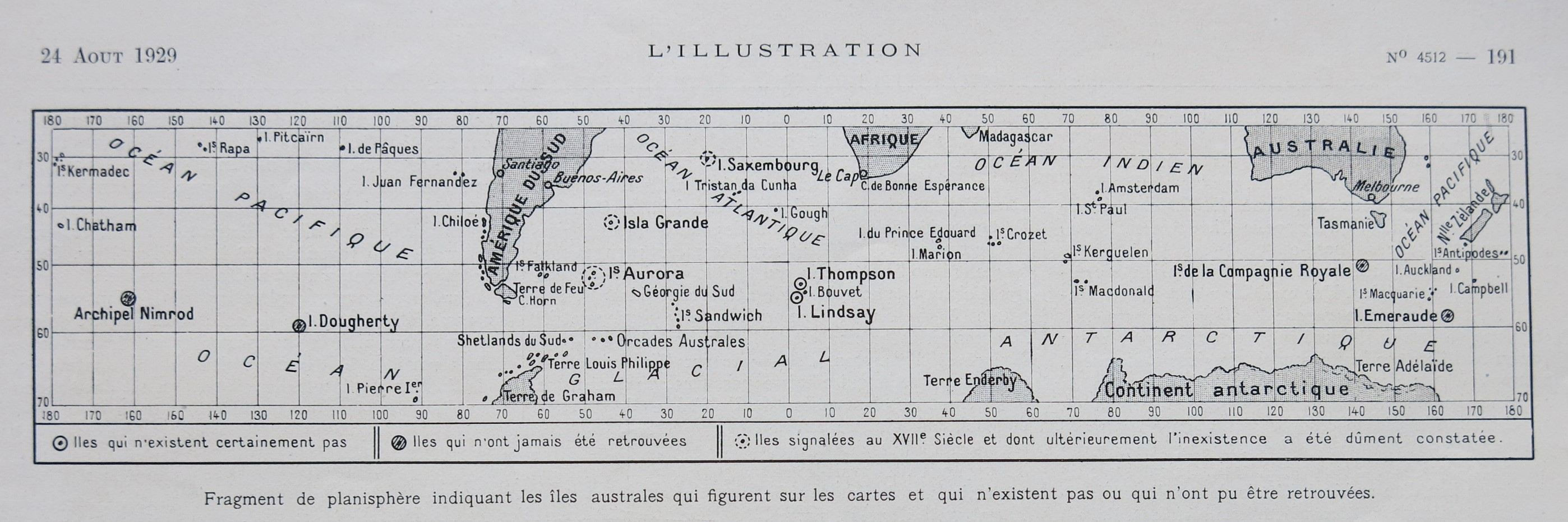
Vue d'ensemble des îles fantômes avec l'île de Dougherty à l'ouest de l'Amérique du Sud.

Dougherty est le nom d'une île fantôme que l'on croyait située dans l'hémisphère sud, sur la route de l'Australie venant du Cap Horn.

## Historique
Elle tient son nom du capitaine Dougherty du James Stewart, une baleinière anglaise, qui rapporta en 1841 l'avoir découverte à 59° 20′ S, 120° 20′ O. Il la décrit longue de 5 à 6 miles (soit près de 9 km), nantie d'une haute corniche au nord-est et  couverte de neige.
La découverte fut confirmée par le capitaine Keates de la Louise en 1860, qui donna comme coordonnées 59° 20′ S, 120° 18′ O. Et par le capitaine Stannard du Cingalese en 1886, à 59° 21′ S, 119° 07′ O. Il resta trois jours en vue de l'île et en donna une description proche de celle de Dougherty .
De 1889 à 1910, à neuf reprises, des navires faisant route de l'Angleterre à la Nouvelle-Zélande ou inversement passent sur le gisement de l'île ou à proximité en cas d'une erreur de localisation .
En 1904, Robert Scott recherche l'île sur sa route pendant son Expédition Discovery vers l'Antarctique. Il écrit :

Le 25 juin, le navire atteignit la position présumée de l'île Dougherty et y trouva une profondeur de 4.218 mètres. Le temps était clair ; s'il y avait eu une terre dans les environs de la position indiquée, nous n'aurions pas manqué de l'apercevoir.

Ultérieurement, ni l'expédition Ernest Shackleton, ni une mission américaine, ni le Norvegia de Lars Christensen n'arrivent à la trouver.
Les autres explorations menées au début du XXe siècle établirent que l'île n'existait pas. Pour expliquer les affirmations de Dougherty, Keates et Stannard, il fut avancé qu'ils avaient confondu un iceberg ou un amoncellement de nuages denses avec une île. Après tout, aucun n'avait jamais déclaré y avoir débarqué.

### Le secret du baleinier
Source :

Au cours d'une navigation dans le Pacifique, un baleinier norvégien du nom de Bull rencontra un capitaine anglais qui lui affirma avoir fait le tour de l'île Dougherty :

Contre ceux qui nient l'existence de Dougherty, je parierais toute la récolte du thé de Chine que le 26 février 1893, elle existait bel et bien.

Il précisa que si l'île semblait introuvable, c'est que la position donnée était erronée et il révéla au baleinier sa position exacte. Il signala aussi la présence de nombreux troupeaux de phoques sur les côtes de l'île.
Revenu en Europe, Bull garda le secret et essaya de constituer une société pour exploiter les pelleteries de Dougherty, mais en vain. Alors il sollicita du gouvernement britannique le monopole de la chasse sur l'île, en pensant que comme l'île avait été découverte par un anglais, elle appartiendrait donc au Royaume-Uni. L'administration anglaise accepta la demande en espérant agrandir l'empire et versa même en contrepartie une redevance de 25 livres par an.
Le temps passant, Bull se découragea. Mais en mars 1929, il rendit publique la position de l'île. La position fut transmise par TSF au vapeur Norvegia qui se rendit sur la position indiquée sans rien trouver.

## Cartes
- Carte allemande montrant Dougherty (1906).
- Carte anglaise du Capitaine Davis, officier sur le Nimrod de Sir Shackleton, montrant Dougherty (1909). L'Expédition Nimrod, riche en découvertes, mit à profit son voyage retour pour éprouver l'existence de certaines îles.